# Susy-dockan
Susy dockan tillverkades ursprungligen av det danska företaget KE Mathiasen Toys under åttiotalet fram till 1992. Produktionen togs därefter över av Creation & Distribution Ltd i Hong Kong 1993. Susy dockans generalagent i Sverige var Leksam fram till början av 2000 talet då Susydockan sakta börja försvinna från den svenska marknaden..

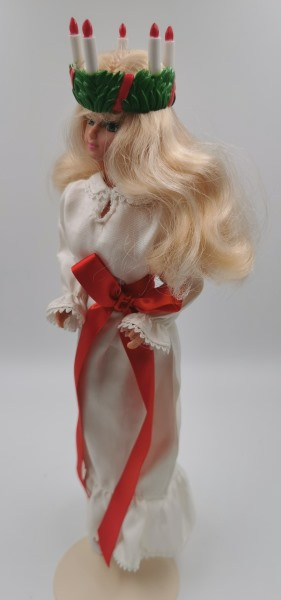
Fashion doll Susy as Santa Lucia 1993

Företaget Speedtoy övervägde att ta över distributionen av Susy i Sverige efter Leksam. Detta ledde till en infekterad tvist huruvida vem som hade rättigheterna till distributionen av Susy som varumärke på den svenska marknaden. Speedtoy använde därför aldrig namnet Susy utan Sally. 
Susys logotyp var ett registrerat varumärke inom EU (EUIPO) med numret #000779124. Logotypen kallades Pretty Susy. Sallys logotyp vart oförändrad med samma fontsnitt som Susys bortsett ifrån namnbytet till Sally. Speedtoy beslutade att inte satsa på Susy och 2001 försvann dockan ifrån Sverige.
Susy dockan representerade kärnfamiljen och gjorde så genom hela 1990-talet. Det var vanligt att Susy kom tillsamman med sina barn i förpackningen så som Susy & Baby, Baby Sitting och Winter Holliday för att nämna några. Hennes man heter Mike.
I början av 2000-talet lades Susys profil om. Creation & Distribution meddela då att de lade om Susy dockans profil och att hon inte längre var en småbarnsmamma. Istället blev hon en ung kvinna utan barn. 
Licensen för varumärket Susy upphörde 2009 inom EU, vilket innebar att Susy försvann ifrån EU:s marknad detta år. 2010 var sista året nya Susy dockor producerades. Fram till dess såldes Susy efter hon försvann ifrån EU:s marknad i de östra delarna av Europa, framförallt i Ryssland.

## Berömda Susy dockor
Den absolut mest kända Susy dockan som också har setts som kontroversiell är den gravida Susy dockan från KE Mathiasen Toys. På förpackningen stod det "dockan som väntar barn". Bebisen kunde plockas ut från dockans mage och Susy blev smal igen. Susy kom som en gravid docka under 80-talet med en passande modegarderob. 
Dancing Susy ifrån år 2000 är den mest påkostade Susy dockan genom tiderna. Det är en aktiv Susy docka med många leder vilket gör att hon kan posera som en riktig ballerina, precis som Pedigrees berömda ballerina ifrån 1975. Klänning är mycket välgjord och modellen är attraktiv bland samlare. Detta är också den dyraste Susy dockan som tillverkats.
Santa Lucia Susy från 1993 är en svenskdesignad modell. Susy anammar en svensk tradition och gestaltar Sankta Lucia. Susy blev därmed den första massproducerade mannekängdockan som gestaltar en religiös sed ifrån Sverige. 
Merry X-Mas från 1996 är också en svenskdesignad modell. Susy är jultomte med en stor julklappssäck. 